# AMURT
AMURT (англ. Ananda Marga Universal Relief Team, «Всемирная команда помощи Ананда Марги») — международная добровольческая организация, основанная в Индии в 1965 году. Основной целью создания было оказание помощи пострадавшему населению на территории Индии, но затем команды AMURT стали создаваться и в других странах. В настоящее время команды AMURT действуют в 34 странах и могут включиться в работу по устранению последствий катастроф практически в любой точки мира. АМУРТ официально признан ООН как неправительственная благотворительная организация.

## Деятельность
Работа АМУРТа основывается на принципе, что мотивированные и целеустремлённые люди (команда) могут внести важный вклад в изменение жизни огромного числа людей, живущих в условиях крайней нищеты. Успех этого принципа вдохновил людей во многих странах по всему миру неустанно работать вместе, чтобы облегчить страдания и улучшить условия жизни нуждающихся людей и жертв катастроф.
Миссия АМУРТ — работать и помогать бедным, обездоленным в улучшении качества их жизни, а также улучшения условий жизни жертв природных и техногенных катастроф. При этом амуртовцы считают, что лучшей является та помощь, которая поощряет и даёт возможность всем людям развивать себя. Каждый человек, независимо от вероисповедания, пола, цвета кожи или социального положения является достойным членом человеческой семьи, и к нему следует относиться с пониманием и уважением. Гармоничное развитие семьи, общины и общества в целом может быть достигнуто через обеспечение их интеграции и активного участия в процессе развития. Таким образом, АМУРТ помогает людям и общинам использовать свои собственные ресурсы для обеспечения основных жизненных потребностей и получения большей экономической, социальной и духовной пользы, сохраняя при этом свои обычаи, язык и религиозные убеждения. Соответствующее развитие начинается в социальных и культурных рамках каждой общины. Это позволяет обездоленным слоям населения получить бо́льшую степень независимости в определении своего будущего. Развитие — сбалансированный процесс, который поддерживает равновесие между промышленностью и окружающей средой, ростом человеческих потребностей и имеющимися ресурсами. Развитие должно уменьшить разрыв между богатыми и бедными и обеспечить возможности для всех.
Цели и задачи организации являются исключительно благотворительными и осуществляются на некоммерческой основе. АМУРТ существует на добровольные пожертвования граждан и организаций и призывает поддержать его деятельность благотворительными взносами, личным участием или нематериальной поддержкой.
Организация ищет решения проблем на местном уровне, понимая, что нет готовых решений проблем бедности. Каждая ситуация уникальна и требует какого-то своего решения и зависит от конкретного набора обстоятельств. Например, такой подход подсказал создание небольших бизнес-кооперативов для бедных городских женщин на Филиппинах, или дома для беспризорных детей в Монголии, а также программы по снабжению питьевой водой в Гане и начальных школ для детей из малообеспеченных семей в Коста-Рике, Доминиканской Республике, Гаити, Индии, Ямайке, Монголии, Никарагуа и Южной Африке.

### Гаити
АМУРТ начал свою деятельность на Гаити в 1988 году, когда впервые открыл школу в Порт-о-Пренс. С того момента численность добровольцев АМУРТа выросла до 80 человек, из которых сформировано 5 команд, работающих по разным направлениям: здоровье, восстановление окружающей среды, образование, инфраструктура и т. д. В период с 2004 по 2007 годы привлечено более 2 миллионов долларов международной помощи.
АМУРТ участвует в устранении последствий землетрясения на Гаити, произошедшего в январе 2010 года, в тесном взаимодействии с местным населением и партнёрскими организациями. Волонтёры АМУРТ помогают раздавать еду, организуют кров и оказывают помощь там, где она более всего нужна. Но главная цель состоит в содействии расширению возможностей самих общин в устранении последствий землетрясения, что создаст основу для децентрализованной и устойчивой модели развития Гаити.
В первые три недели АМУРТ и АМУРТЕЛ активно помогали своим партнёрам в рамках Coalition Response Haiti (сеть некоммерческих организаций, совместно мобилизующих ресурсы для содействия в ликвидации последствий катастрофы):
- ежедневное оказание медицинской помощи в трёх лагерях для пострадавших;
- взаимодействие с крупными организациями по распределению пищи и вещей среди местного населения (15 тыс. человек);
- организация групп из числа местных жителей и организаций для более эффективного оказания помощи;
- сейчас раздача пищи передана местным общинам, вместе с распределением тентов, брезента, наборов с самым необходимым.

В настоящее время АМУРТ разрабатывает большую программу для оказания помощи детям и взрослым, получившим психические травмы во время катастрофы. Это целостная эффективная техника, помогающая активизировать внутренние механизмы выздоровления. Программа будет интегрирована в комплексный проект по созданию «уголков благополучия» для детей и будет длиться более 6 месяцев.
АМУРТ готовится включиться в производство продуктов питания, общественные работы, проекты по восстановлению инфраструктуры. Эти программы будут проходить до конца года, и основной акцент будет сделан на поддержку децентрализации и сельского хозяйства в соответствии с долгосрочной стратегией АМУРТа.